# بخش اینوک (شهرستان نوبل، اوهایو)
بخش اینوک (به انگلیسی: Enoch Township) یک منطقهٔ مسکونی در ایالات متحده آمریکا است که در شهرستان نوبل، اوهایو واقع شده‌است.
 بخش اینوک ۶۸٫۳ کیلومتر مربع مساحت و ۴۱۳ نفر جمعیت دارد و ۳۰۳ متر بالاتر از سطح دریا واقع شده‌است.